# The Last Few Bricks
«The Last Few Bricks» es un puente instrumental/medley usado por Pink Floyd y Roger Waters en los shows en vivo de The Wall, entre «Another Brick in the Wall (Part III)» y «Goodbye Cruel World». Fue compuesta específicamente con el propósito de dejar más tiempo sonando el efecto de los albañiles construyendo el muro, para cerrar casi por completo el escenario. a
Anteriormente, Roger Waters aparece en el último espacio de un ladrillo en el muro para cantar «Goodbye Cruel World», y así terminar la primera parte del espectáculo.
La pieza no tiene una composición estricta, varía de lugar a lugar, pero normalmente contenía partes de «The Happiest Days of Our Lives», «Don't Leave Me Now», «Young Lust», «Empty Spaces»/«What Shall We Do Now?», y ocasionalmente, cuando el efecto de los albañiles llegaba tarde, un jam (en el estilo jazzístico del Pink Floyd anterior, de orientación improvisada) parecido a «Any Colour You Like» (de re menor a sol mayor). Hay también una parte musical original que no ha sido hallada en otro lugar, una sucesión rara y disonante que lentamente esboza un acorde de séptima disminuida (escuchado por último en su canción «Sheep»). Así como gran parte del álbum, «The Last Few Bricks» está en re menor, o re dórico, el cual lleva a un irónico efecto «iluminativo», cuando "«Goodbye Cruel World» empieza en la escala paralela de re mayor.
La versión más larga del medley fue tocada el 6 de febrero de 1981 en el Los Angeles Sports Arena, cuando «Another Brick in the Wall (Parte III)» fue estirada a más de 13 minutos.
Como dato interesante, antes de lanzar el álbum en vivo, el puente nunca tuvo un título oficial. Los fanes llamaban a la canción «Almost Gone» en algunos álbumes bootleg de los shows, pero el nombre oficial -- «The Last Few Bricks» -- no fue usado en los shows en 1980-1982, y en cambio fue sugerido a Roger Waters por el productor James Guthrie durante el remasterizado del álbum en vivo.
- Datos: Q1629935